# Пиндско пони
Пиндското пони (на гръцки: αλογάκι της Πίνδου) е древна порода коне, известна също и като тесалийска порода. В античността Тесалия била пословично известна със своята конница из цяла Древна Гърция.
Името на породата идва от планината Пинд, която обгражда плодородната тесалийска равнина /известна като житницата на Гърция/ от всички страни. В Пинд се развъжда до днес тази порода коне, която обаче значително се различава от древната тесалийска такава.
Породата принадлежи на планинските понита. Характеризира се с издръжливост и добра скокливост. На височина достига 132 см при холката, а на тегло – до 200 кг. Пиндските понита имат голяма глава с относително малки очи, тесен и светъл торс, дълга шия и седло, като в същото време са непретенциозни към храната, задоволявайки се с малки дажби. Имат дълга опашка и притежават труден и упорит характер.